# New Dorp (Staten Island)
New Dorp es un barrio en la costa este del borough de Staten Island, Nueva York (Estados Unidos). New Dorp limita con Mill Road al sureste, Tysens Lane al suroeste, Amboy y Richmond Roads al noroeste y Bancroft Avenue al noreste. Se encuentra junto a Oakwood al suroeste, Todt Hill al noroeste, Dongan Hills y Grant City, y Midland Beach y Miller Field al sureste. New Dorp Beach, que bordea al este, a menudo aparece en los mapas como un vecindario separado desde Mill Road hasta la costa de Lower New York Bay, pero generalmente se considera parte de New Dorp.
Uno de los primeros asentamientos europeos en el área de la ciudad de Nueva York, New Dorp fue fundado por colonos holandeses de la colonia New Netherland, y el nombre es una anglicización de Nieuw Dorp, que significa "Pueblo nuevo" en holandés. Históricamente, fue una de las ciudades más importantes de Staten Island y se convirtió en parte de la ciudad de Nueva York en 1898 como parte del distrito de Richmond. En la década de 1960, New Dorp dejó de ser una ciudad distinta durante la suburbanización de la ciudad de Nueva York, donde el rápido desarrollo de viviendas en Staten Island hizo que la ciudad se agregara a la conurbación de la ciudad. A pesar de esto, hoy New Dorp sigue siendo uno de los principales centros comerciales y de transporte de Staten Island.
New Dorp a menudo se asocia con la familia Vanderbilt, que tuvo una presencia notable en el área y muchos de los cuales están enterrados en el cementerio de Moravia, el cementerio activo más grande y más antiguo de Staten Island.
New Dorp es parte del Distrito Comunitario 2 de Staten Island y su código postal es 10306. New Dorp está patrullada por el Recinto 122 del Departamento de Policía de la Ciudad de Nueva York.

## Historia

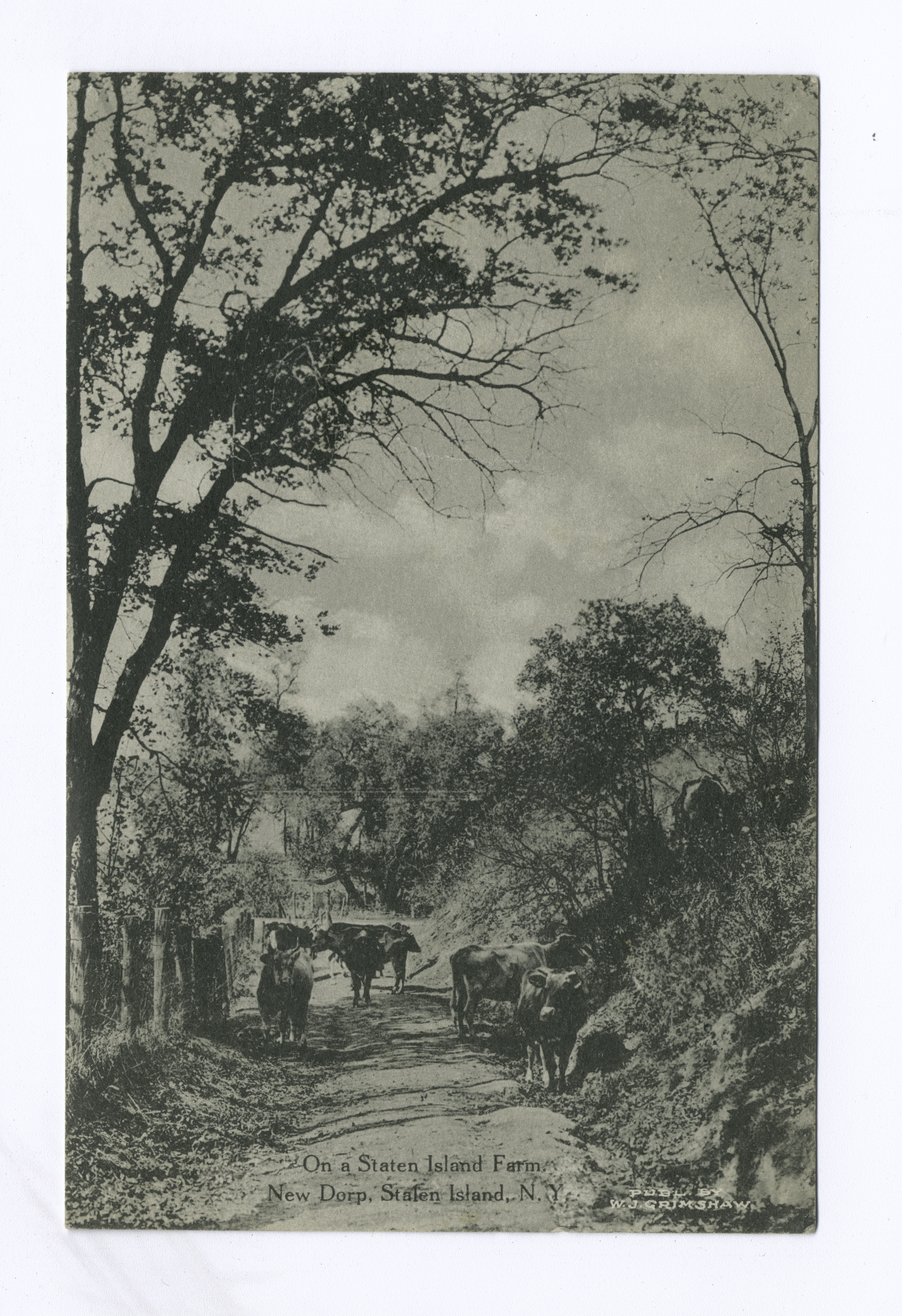
Fotografía de vacas de pie en un camino de tierra en una granja en New Dorp, que refleja el antiguo carácter agrícola de la zona.

New Dorp fue la ubicación de la primera sede del condado de Richmond. Llamado Stony Brook, estaba ubicado aproximadamente donde Amboy Road experimenta una curva pronunciada entre las estaciones de tren New Dorp y Oakwood.
En 1667, al final de la Segunda guerra Anglo-Holandesa, la República Holandesa cedió su colonia de Nueva Holanda a Inglaterra como condición del Tratado de Breda. La colonia había sido ocupada por los ingleses desde 1664, y fue rebautizada como Provincia de Nueva York cuando se le otorgó como colonia propietaria a Jacobo II de Inglaterra. Las áreas de Nueva Holanda ya pobladas por los holandeses incluían el asentamiento principal de Nueva Ámsterdam (ahora rebautizada como Ciudad de Nueva York) ubicada en el extremo sur de la isla de Manhattan, y numerosas tierras adicionales alrededor de la ciudad y a lo largo del río Hudson. Esto incluía a Staaten Eylandt, más tarde anglicanizada como "Staten Island", una isla escasamente poblada al suroeste de Nueva York a través de Upper New York Bay. En 1670, los nativos americanos locales, principalmente Raritans y otros subgrupos de la tribu Lenape, cedieron todos los reclamos de Staten Island a los ingleses en una escritura al gobernador Francis Lovelace.
New Dorp se fundó en 1671 después de que los ingleses volvieran a inspeccionar el asentamiento holandés preexistente de Oude Dorp (ahora Old Town) y expandió los lotes a lo largo de South Shore, que luego fueron colonizados principalmente por familias holandesas. Los nuevos lotes se conocieron como Nieuwe Dorp (que significa "Pueblo nuevo" en holandés), en contraste con Oude Dorp (que significa "Old Village"), y luego se anglicanizó como New Dorp. El nuevo pueblo se convirtió en uno de los asentamientos más grandes e importantes de Staten Island, y durante la Revolución Americana se convirtió en un centro de actividad cuando fue ocupado por las fuerzas británicas en preparación para atacar la ciudad de Nueva York ocupada por los estadounidenses. La taberna Rose and Crown en New Dorp, propiedad del tío de Cornelius Vanderbilt, sirvió temporalmente como cuartel general militar británico local.
A fines del siglo XIX, New Dorp se convirtió en el hogar de miembros de la prominente familia Vanderbilt, muchos de los cuales están enterrados en el cementerio Moravian, el cementerio activo más grande y antiguo de Staten Island. El 1 de enero de 1898, New Dorp se consolidó como parte de la ciudad de Nueva York junto con la totalidad de Staten Island como el distrito de Richmond. La granja Vanderbilt fue utilizada más tarde por el Ejército de los Estados Unidos como Miller Air Field, y en la década de 1970 pasó a formar parte del Área Recreativa Nacional Gateway. New Dorp siguió siendo uno de los asentamientos principales en Staten Island hasta la década de 1960, cuando la suburbanización de la ciudad de Nueva York comenzó a expandirse hacia la isla. El carácter mayoritariamente rural de Staten Island fue reemplazado por el desarrollo masivo de viviendas suburbanas, lo que provocó que ciudades separadas como New Dorp fueran absorbidas por la conurbación de la ciudad de Nueva York y se convirtieran en uno de los muchos vecindarios contiguos. New Dorp conservó su carácter distintivo como ciudad y es uno de los centros comerciales más prósperos de la isla que en la década de 1960 se extendió a lo largo de Hylan Boulevard desde New Dorp Lane y condujo a la construcción de cinco centros comerciales, anclados por supermercados y grandes almacenes., siendo el más grande Hylan Plaza, que abrió en 1966.
La Colisión aérea de Nueva York de 1960, donde murieron 134 personas y tuvo el mayor número de muertes por un accidente de aviación comercial hasta 1968, ocurrió sobre New Dorp.

## Distrito de New Dorp Lane
El distrito de New Dorp Lane es una entidad controlada por los comerciantes y operada por la Corporación de Desarrollo Económico de Staten Island. En 2014, se fundó New Dorp Merchants Group en asociación con el concejal Steven Matteo y el SIEDC en un esfuerzo por mejorar la calidad de vida de las empresas y la comunidad colectivamente. Hay más de 200 empresas en el distrito de New Dorp Lane, que abarca New Dorp Lane (en sí) y tanto New Dorp Plaza North como New Dorp Plaza South.

### New Dorp Lane
New Dorp Lane es conocido como el bastión de restaurantes y tiendas de Staten Island. Muchas personas compran y cenan en New Dorp Lane todos los días y el área tiene la tendencia a estar ocupada los fines de semana, especialmente con las familias. New Dorp Lane es conocido por los eventos que tiene en diferentes épocas del año, como New Dorp Food Crawl, New Dorp Lane Car Show, Family Fun Walks y Christmas Tree Lighting. New Dorp Lane es conocido por su pintoresco atractivo de pueblo pequeño, que es el principal atractivo para los habitantes de Staten Island. Al este del ferrocarril de Staten Island, New Dorp Lane se compone principalmente de tiendas minoristas y restaurantes. Al oeste del Ferrocarril de Staten Island, hay lugares de negocios que son principalmente corredores de bienes raíces, despachos de abogados, una funeraria y la Iglesia de Nuestra Señora Reina de la Paz.

### New Dorp Plaza
Similar a New Dorp Lane, New Dorp Plaza se compone de dos calles que son paralelas al ferrocarril y se cruzan con New Dorp Lane. En un momento, New Dorp Plaza fue una vez un área industrializada, pero ahora está compuesta por restaurantes, oficinas profesionales y algunos minoristas.

## Gobierno y políticas

### Representación federal, estatal y local
New Dorp está ubicado en el distrito 11.º distrito congresional de Nueva York y es parte del distrito 24 del Senado estatal de Nueva York, además de ser parte de los distritos 62 y 64 de la Asamblea de Nueva York.
Para el 117.º Congreso de los Estados Unidos, el 11.º distrito congresional de Nueva York está representado por Nicole Malliotakis (R, South Shore).
Nueva York está representada en el Senado de los Estados Unidos por los demócratas Chuck Schumer y Kirsten Gillibrand.
Para la sesión 2021–2022, el distrito 62 de la Asamblea está representado en el senado estatal por Andrew J. Lanza (R, South Shore) y en la asamblea estatal por Michael Reilly (R, South Shore) y Michael Tannousis (R, East Shore).
James Oddo (R, East Shore) es el presidente del condado y Steven Matteo (R, Mid-Island) es el miembro titular del consejo de la ciudad de Nueva York.

### Demografía

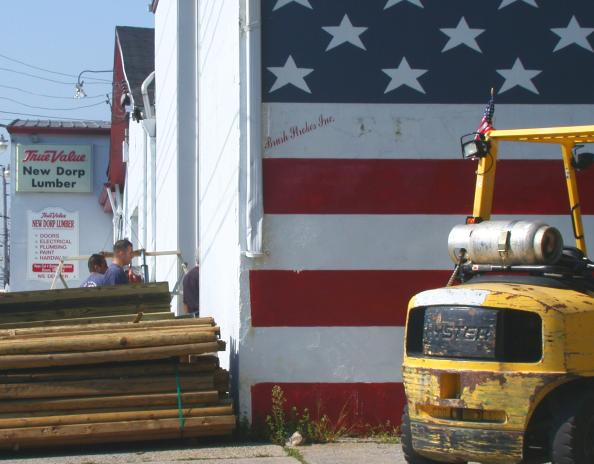
Un trabajador ingresa a un aserradero True Value en New Dorp. El aserradero cerró en 2009.

A efectos del censo, el gobierno de la ciudad de Nueva York clasifica a New Dorp como parte de un área de tabulación de vecindario más grande llamada New Dorp-Midland Beach. Según los datos del censo de Estados Unidos de 2010, la población de New Dorp-Midland Beach era de 21 896 habitantes, un cambio de 1 654 (7,6 %) de los 20 242 contados en 2000. Cubriendo un área de 514 ha, el barrio tenía una densidad de población de 4300 hab./km2. La composición racial del vecindario era 78,3 % (17 136) blanca, 1,2 % (261) afroamericana, 0,1 % (28) nativa americana, 5,2 % (1148) asiática, 0 % (2) isleña del Pacífico, 0,1 % (31) de otras razas, y 1% (215) de dos o más razas. Hispanos o latinos de cualquier raza eran el 14% (3,075) de la población.
La totalidad del Distrito Comunitario 2, que comprende New Dorp y otros vecindarios de Mid-Island, tenía 134 657 habitantes según el Perfil de Salud Comunitario de 2018 de NYC Health, con una expectativa de vida promedio de 81,2 años. : 2, 20 Esto es lo mismo que la expectativa de vida promedio de 81.2 para todos los vecindarios de la ciudad de Nueva York. : 53 (PDF p. 84)  La mayoría de los habitantes son jóvenes y adultos de mediana edad: el 20 % tiene entre 0 y 17 años, el 25 % entre 25 y 44 y el 29 % entre 45 y 64 años. La proporción de residentes en edad universitaria y de edad avanzada fue menor, con un 8 % y un 18 %, respectivamente. : 2 
A partir de 2017, el ingreso familiar promedio en el Distrito Comunitario 2 fue de $ 81,487, aunque el ingreso promedio en South Beach individualmente fue de $ 80,412. En 2018, aproximadamente el 14 % de los residentes de New Dorp y Mid-Island vivían en la pobreza, en comparación con el 17 % en todo Staten Island y el 20 % en toda la ciudad de Nueva York. Uno de cada dieciséis residentes (6 %) estaba desempleado, en comparación con el 6 % en Staten Island y el 9 % en la ciudad de Nueva York. La carga del alquiler, o el porcentaje de residentes que tienen dificultades para pagar el alquiler, es del 52 % en New Dorp y Mid-Island, en comparación con las tasas del 49 % y el 51 % en todo el municipio y la ciudad, respectivamente. Según este cálculo, a 2018, New Dorp y Mid-Island se consideran de ingresos altos en relación con el resto de la ciudad y no se están gentrificando. : 7 

## Entretenimiento
El Lane Theatre en New Dorp abrió el 10 de febrero de 1938, presentando One Hundred Men and a Girl como su primer largometraje. Charles, Lewis y Elias Moses, que operaban teatros en Staten Island con el nombre de Isle Theatrical, hicieron que John Eberson diseñara un "teatro atmosférico" utilizando iluminación, imágenes proyectadas y un techo pintado impresionante. La instalación costó alrededor de 100 000 dólarespara construir, tenía capacidad para 600 personas, el último sistema de sonido RCA y se enfrió con refrigeración. La estructura fue remodelada en 1977 con una nueva capacidad para 550 asientos. En 1988, se presentó un informe de designación histórico que describía al Teatro Lane como "uno de los últimos interiores de cine anteriores a la Segunda Guerra Mundial que sobreviven en Staten Island, y uno de los pocos ejemplos conocidos en gran parte intactos del teatro de estilo Art Moderne de la era de la Depresión. interior en la ciudad de Nueva York". El interior del teatro ha sido Landmarked desde noviembre de 1988. A partir de 1998, se organizaron varios conciertos, incluido uno de un joven Eminem. El club nocturno "The EleMent" abrió y finalmente cerró en 2001. En el verano de 2009 se realizaron renovaciones y se inauguró Uncle Vinnies Comedy Club. El club cerró en abril de 2011. En 2012, el edificio se convirtió en el hogar de la Iglesia Crossroads.

## Policía
New Dorp y Mid-Island están patrulladas por la comisaría 122 de la policía de Nueva York, ubicada en 2320 Hylan Boulevard. La comisaría 122 ocupó el segundo lugar entre las 69 áreas de patrullaje más seguras para el crimen per cápita en 2010, solo detrás de la comisaría 123 en la costa sur de Staten Island. A 2018, con una tasa de agresiones no mortales de 40 por cada 100.000 habitantes, la tasa de delitos violentos per cápita de New Dorp y Mid-Island es menor que la de la ciudad en su conjunto. La tasa de encarcelamiento de 253 por cada 100.000 habitantes es inferior a la de la ciudad en su conjunto. : 8 
El Precinto 122 tiene una tasa de delincuencia más baja que en la década de 1990, y los delitos en todas las categorías disminuyeron en un 91 % entre 1990 y 2018. El recinto informó 0 asesinatos, 12 violaciones, 43 robos, 109 agresiones por delitos graves, 89 robos con allanamiento de morada, 315 hurtos mayores y 47 hurtos mayores de automóviles en 2018.

## Bomberos
New Dorp cuenta con el servicio de Engine Company 165 / Ladder Company 85 del Departamento de Bomberos de la Ciudad de Nueva York (FDNY), ubicado en 3067 Richmond Road. Engine Company 165 es la única Engine Company en Staten Island que tiene ropa para manejar materiales peligrosos, y también tiene capacitación adicional sobre materiales peligrosos.

## Salud
A 2018, los partos prematuros y los partos de madres adolescentes son menos comunes en New Dorp y Mid-Island que en otros lugares de la ciudad. En New Dorp y Mid-Island, hubo 80 nacimientos prematuros por 1000 nacidos vivos (en comparación con 87 por 1000 en toda la ciudad) y 6,8 nacimientos de madres adolescentes por 1000 nacidos vivos (en comparación con 19,3 por 1000 en toda la ciudad).: 11  New Dorp y Mid-Island tienen una baja población de residentes que no tienen seguro. En 2018, se estimó que esta población de residentes sin seguro era del 4 %, menos que la tasa de toda la ciudad del 12 %, aunque esto se basó en un tamaño de muestra pequeño.: 14 
La concentración de partículas finas, el tipo de contaminante del aire más mortífero, en New Dorp y Mid-Island es de 0.0069 miligramos por m3, menos que el promedio de la ciudad. : 9 El catorce por ciento de los residentes de New Dorp y Mid-Island son fumadores, lo que equivale al promedio de la ciudad del 14% de los residentes que son fumadores. : 13 En New Dorp y Mid-Island, el 24 % de los residentes son obesos, el 9 % son diabéticos y el 26 % tienen presión arterial alta, en comparación con los promedios de toda la ciudad de 24 %, 11 % y 28 %, respectivamente. : 16 Además, el 19 % de los niños son obesos, en comparación con el promedio de la ciudad del 20 %. : 12 
El ochenta y ocho por ciento de los residentes comen algunas frutas y verduras todos los días, lo que equivale aproximadamente al 87 % promedio de la ciudad. En 2018, el 76 % de los residentes describió su salud como "buena", "muy buena" o "excelente", un poco menos que el promedio de la ciudad del 78 %. : 13 Por cada supermercado en New Dorp y Mid-Island, hay 7 bodegas. : 10 
El hospital principal más cercano es el Hospital Universitario de Staten Island en South Beach.

## Oficina de correos y código postal
New Dorp se encuentra dentro del código postal 10306. El Servicio Postal de los Estados Unidos opera la oficina de correos de New Dorp Station en 2562 Hylan Boulevard.

## Parques
Dugan Park (Gerard P. Dugan Playground) es un gran parque en New Dorp, que lleva el nombre del presidente de una asociación cívica cuando fue renovado en 1974. El parque a menudo se conoce como "Parque Tysens" debido a la ubicación del parque en una intersección de Tysens Lane. Los Tysens Park Apartments que lo acompañan, un gran complejo de viviendas, se encuentran al otro lado de la calle del parque. El parque suele estar lleno de gente de las escuelas cercanas, así como de personas de los apartamentos cercanos. El parque contiene un campo grande con 2 campos de béisbol/soft donde las ligas juegan casi todos los fines de semana durante el verano. Hay 2 canchas de baloncesto, canchas de balonmano y gimnasios de la selva.

## Educación
New Dorp y Mid-Island generalmente tienen una tasa similar de residentes con educación universitaria que el resto de la ciudad a 2018. Mientras que el 40 % de los residentes mayores de 25 años tiene una educación universitaria o superior, el 11 % tiene menos de una educación secundaria y el 49 % se graduó de la escuela secundaria o tiene alguna educación universitaria. Por el contrario, el 39% de los residentes de Staten Island y el 43% de los residentes de la ciudad tienen educación universitaria o superior. : 6 El porcentaje de estudiantes de New Dorp y Mid-Island que sobresalen en matemáticas aumentó del 49 % en 2000 al 65 % en 2011, aunque el rendimiento en lectura disminuyó del 55 % al 52 % durante el mismo período.
La tasa de ausentismo de los estudiantes de escuela primaria en New Dorp y Mid-Island es más baja que en el resto de la ciudad de Nueva York. En New Dorp y Mid-Island, el 15% de los estudiantes de escuela primaria faltaron veinte o más días por año escolar, menos que el promedio de la ciudad del 20%. : 24 (PDF p. 55)  : 6 Además, el 87 % de los estudiantes de secundaria en New Dorp y Mid-Island se gradúan a tiempo, más que el promedio de la ciudad del 75 %. : 6 

### Escuelas
El Departamento de Educación de la ciudad de Nueva York opera las siguientes escuelas públicas cerca de New Dorp:
- PS 41 New Dorp (grados PK-5)[26]
- Escuela secundaria New Dorp (grados 9-12)[26]
- Escuela secundaria técnica de Staten Island (grados 9-12)[26]

### Biblioteca
La sucursal New Dorp de la Biblioteca Pública de Nueva York (NYPL) está ubicada en 309 New Dorp Lane. La sucursal de un piso abrió en 1907 como la Biblioteca Comunitaria de New Dorp. Si bien la NYPL comenzó a proporcionar libros a la sucursal de New Dorp a través de su programa Bookmobile en 1909, la sucursal no se convirtió en una sucursal de la NYPL hasta 1926. La sucursal fue renovada en 2000.

## Transporte
New Dorp cuenta con el servicio de la estación New Dorp de Staten Island Railway en New Dorp Lane y New Dorp Plaza. New Dorp también cuenta con numerosas rutas de autobuses expresos y locales. Esto incluye los autobuses S57 locales y limitados, el autobús S79 Select Bus Service y los autobuses expresos SIM1. 

## Residentes notables
- Nathaniel Lord Britton, botánico y primer director del Jardín Botánico de Nueva York, nacido en New Dorp Beach. The Britton Cottage, una casa del siglo XVII propiedad de Britton, fue reubicada de New Dorp Lane y Cedar Grove Avenue y ahora se conserva en las cercanías de Historic Richmond Town.
- Eddie Kaye Thomas, actor, vivió en New Dorp mientras crecía.

## En la cultura popular
- La película de 1983 Easy Money, protagonizada por Rodney Dangerfield, está ambientada en New Dorp.
- Se hace referencia al vecindario tanto en el título como en la letra de la canción de 2014 "New Dorp. Nueva York." por SBTRKT, ft. Ezra Koenig.